# Víctor Nubla
Victor Nubla (Barcelona, 28 de juliol de 1956 - 31 de març de 2020) fou un músic i escriptor barceloní; es dedicà a la música experimental. Artista multidisciplinari, Victor Nubla fou músic, teòric, assagista, activista de l'experimentació, escriptor, ideòleg, programador, editor, agitador cultural. Fou el creador, juntament amb Juan Crek, d'un dels grups referents de la música industrial a Barcelona: Macromassa.

## Discografia seleccionada
En solitari
- Quantos / Represalia K7 1982 Laboratorio de Música Desconocida
- Dance Music K7 1986 Esplendor Geométrico / EGK
- PRNN K7 1986 Grand Mal Edicions
- Filmusik K7 1987 Esplendor Geométrico / EGK
- Filmusik K7 1987 Esplendor Geométrico / EGK, 1989 Línea Alternativa
- Hortensia’s Pool K7 1988 Recycling Tapes
- Piedra Nombre CD 1989 G3G Records
- La Via Iluminada CD 1994 Hrönir
- Elogio de la Misantropia CD 1994 Hrönir
- El blando recibo de las especies CD 1994 Hrönir
- Universonormal - Oigo Voces CD 1998 Línea Alternativa
- Universonormal - Bar du Nil CD 1999 Hazard Records
- SLECA - Der Hygienische Zahnstocher Edición Online 2000 Experimentaclub
- Hammerhead: The Secret Journey of Elidan Marau Thru the Milky Sea mini CD 2000 Testing Ground/BSide
- Seven Harbour Scenes CD 2000 Hrönir
- Antichton CD 2001 Hrönir
- Neige CD 2002 Hrönir
- Empuries CD 2002 Hrönir
- Clarinets: catàleg d'usos simbòlics CD 2007 Hrönir
- Polar CD 2013 Hrönir

Amb Macromassa
- Darlia Microtónica EP 1976 Umyu
- El Concierto Para Ir En Globo LP 1978 Umyu
- El Regreso A Las Botellas De Papá Nódulus K7 1983/84 Laboratorio de Música Desconocida
- Macromissa LP 1985 Esplendor Geométrico Discos
- Espejo Rapidísimo Qinqen LP 1986 Esplendor Geométrico Discos / 1989 La Isla de la Tortuga
- Gelateria: Los Poderes del Chichoner K7 1987 Le Feu Caché
- Tolosako Banda Munizipalak Interpretatzen Dio Macromassa ri LP 1989 Música Inaudita
- Los Hechos Pérez LP/CD 1992 LMD / G3G Records
- XVIII El Sol (Macroelvis Supermassa, con Superelvis) EP 1992 G3G Records
- La Suma Persa (Macroelvis Supermassa, con Superelvis) K7 1994 Dude
- Macromassa 7 Zog Live CD 1995 LMD / G3G Records
- UMYU (Las Flores Amarillas También Dan Entradas Nuevas A Los Perros) CD 1996 Música Secreta
- Puerta Heliogàbal CD 1997 Sonifolk
- Macromassa presenta Armas Mosca CD 2010 La Olla Expréss
- La ligereza de las montañas CD 2012 Hrönir

## Obra
- Nubla, Víctor. El regal de Gliese.  Males Herbes, 2012. ISBN 978-84-940514-1-8.[1]
- Nubla, Víctor. Les investigacions del cap Pendergast.  Males Herbes, 2016. ISBN 9788494587702.
- Nubla, Víctor. Metal·lúrgia.  Males Herbes, 2019.[1]
- Nubla, Víctor. Biografies il·lustres de personatges breus.  Males Herbes, 2022. ISBN 978-84-125384-0-3.